# La Maison du bonheur
La Maison du Bonheur è un film del 2006 diretto da Dany Boon.

## Trama
Charles Boulin è un esattore che lavora per una società di credito chiamata Crédilem.
Dopo che sua moglie Anne lo accusa di essere avaro, decide di sorprenderla comprando una casa in campagna... Ma viene derubato della proprietà in questione da uno dei suoi colleghi. Amareggiato, ruba la borsa del collega che contiene gli atti firmati. Poiché ha già ricevuto diversi avvertimenti sul lavoro, viene licenziato sul posto.
Per ridurre i costi di ristrutturazione, Charles Boulin si rivolge a Jean-Pierre Draquart, l'agente immobiliare che gli ha venduto la seconda casa del suo catalogo. Questo truffatore chiama in causa la sua "squadra migliore": Mouloud Mami e Donatello Pirelli - che come operai sono entrambi perfettamente incompetenti. Man mano che la ristrutturazione procede, la casa si trasforma in un rudere.
Charles si ritrova presto indebitato dopo che gli è stato rifiutato un prestito bancario e quindi deve vendere l'appartamento di famiglia senza che sua moglie o sua figlia lo scoprano. Sopravvive con lavori saltuari, mentre trama per convincere la sua famiglia a trasferirsi nella "nuova" casa...

## Accoglienza
Il film ha registrato circa 1,2 milioni di ingressi in Europa.